# Synagoge (Chęciny)
Koordinaten: 50° 47′ 59,6″ N, 20° 27′ 51,5″ O

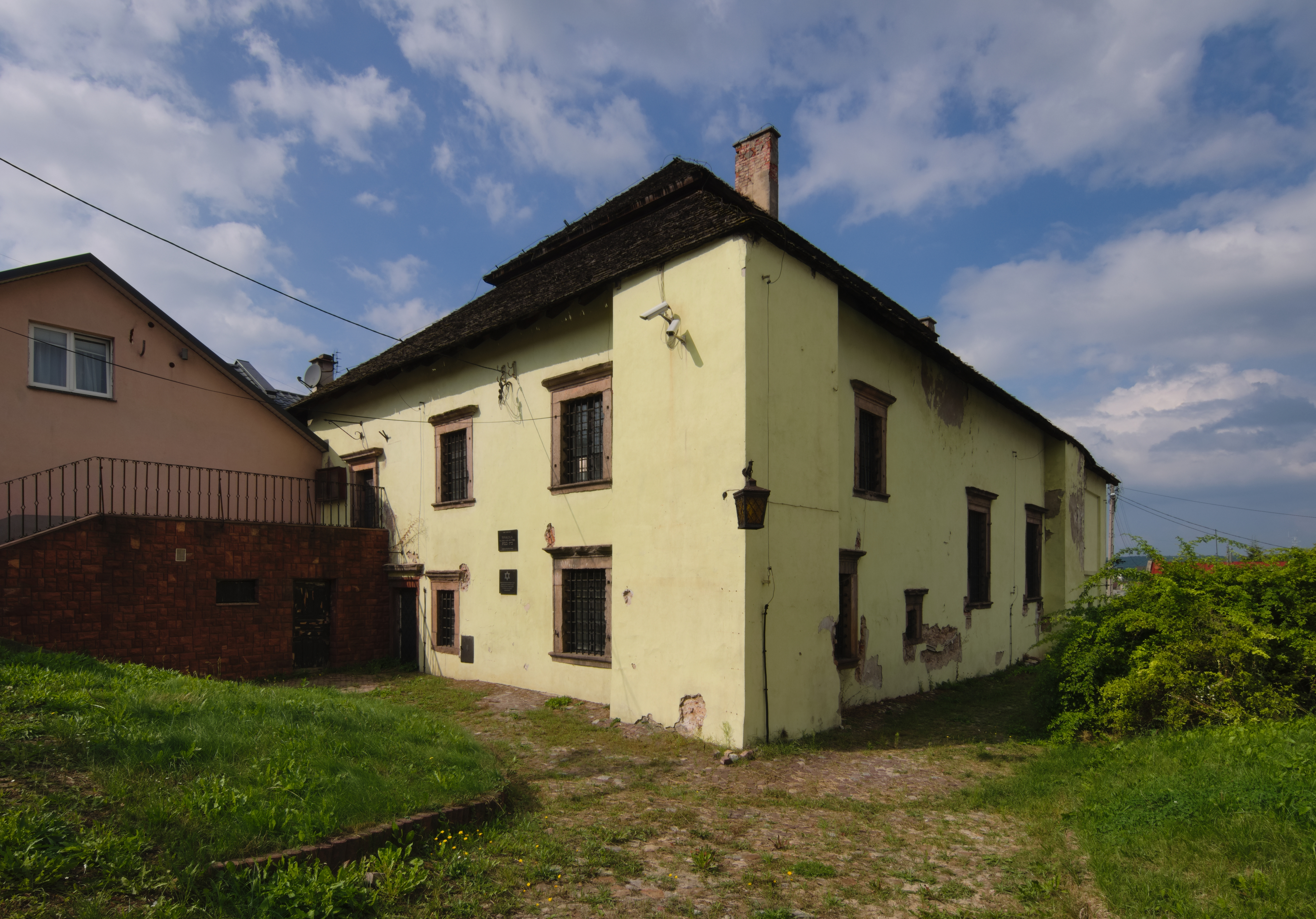
Ehemalige Synagoge in Chęciny (2022)

Die Synagoge in Chęciny, einer polnischen Stadt im Powiat Kielecki der Woiwodschaft Heiligkreuz, ist eine der ältesten Synagogen in Polen.

## Geschichte
Die Synagoge wurde 1638 im Stil der Spätrenaissance erbaut. Im 19. Jahrhundert wurde sie an der nördlichen Seite verlängert, wobei die Frauenempore errichtet wurde. 
Die Synagoge wurde während des Zweiten Weltkriegs verwüstet. Nach Kriegsende wurde sie profaniert, danach diente sie als Kino. Später war darin eine Buchhandlung untergebracht. 
Seit 1967 ist das Gebäude in der Długa-Straße 21 ein geschütztes Kulturdenkmal. Es wurde zum städtische Kulturhaus umgebaut.
2023 wurde beschlossen, die ehemalige Synagoge zu einem Zentrum für Erinnerung und Jüdische Kultur umzugestalten.